# Lusail Sports Arena
La Lusail Sports Arena, nota anche come Lusail Multipurpose Hall, è un'arena sportiva al coperto situata a Lusail, in Qatar.

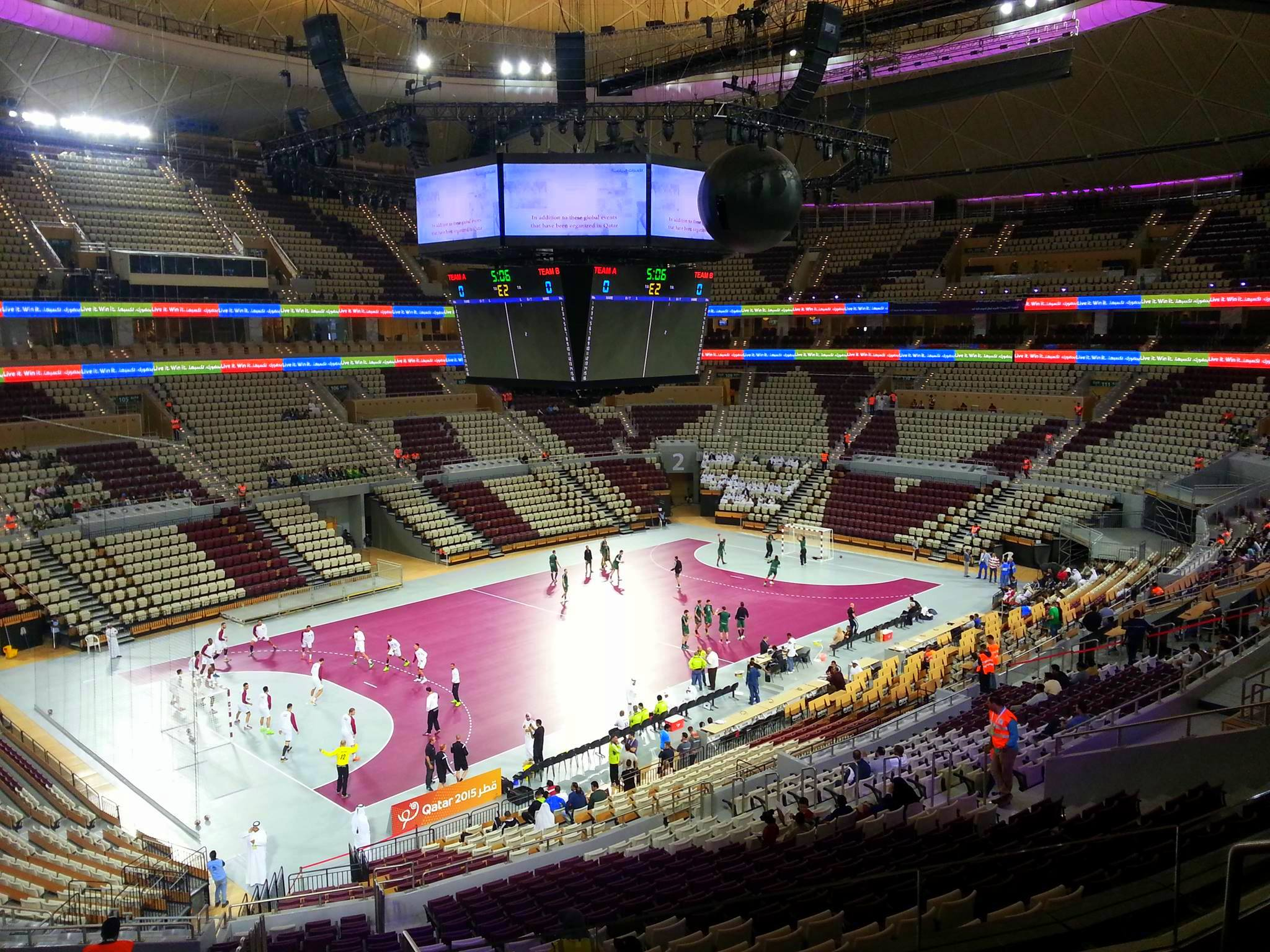
interno dello stadio

## Area
Occupa un'area di 140.000 mq nel villaggio sportivo di Al Alhi. Costruito per ospitare eventi sportivi tra cui tornei di pallamano, pallavolo e basket, concerti musicali, ecc. Uno dei più grandi eventi ospitati nello stadio è stato il Campionato mondiale maschile di pallamano 2015. Ospiterà le partite della Coppa del mondo di basket FIBA 2027, inclusa la fase finale.

## Storia
Il 18 gennaio 2019, l'arena ha ospitato il suo più grande evento musicale, un concerto dal vivo di Arijit Singh presentato da OneFM Radio in associazione con Shop Qatar e il partner di biglietteria WanasaTime.

## Costruzione
La costruzione dello stadio per gli spettatori è iniziata nel 2012 con un costo di circa 318 milioni di dollari. Dar Al-Handasah ha progettato l'arena sportiva su commissione del Comitato Olimpico del Qatar. L'arena è stata progettata per riflettere la cultura locale del Qatar con i colori del mare, delle perle e delle sabbie del deserto mescolati con una cupola centrale ispirata alla classica architettura islamica. L'edificio è progettato in modo da ridurre la domanda di raffreddamento utilizzando frittura, ombreggiatura e finiture lucide per ridurre al minimo gli effetti del calore. Ottimizza inoltre il rapporto tra pareti opache e vetrate.